# Municipio de Vermillion (Kansas)
El municipio de Vermillion (en inglés: Vermillion Township) es un municipio ubicado en el condado de Marshall en el estado estadounidense de Kansas. En el año 2010 tenía una población de 879 habitantes y una densidad poblacional de 9,44 personas por km².

## Geografía
El municipio de Vermillion se encuentra ubicado en las coordenadas 39°41′48″N 96°24′20″O / 39.69667, -96.40556. Según la Oficina del Censo de los Estados Unidos, el municipio tiene una superficie total de 93.12 km², de la cual 92,7 km² corresponden a tierra firme y (0,45 %) 0,41 km² es agua.

## Demografía
Según el censo de 2010, había 879 personas residiendo en el municipio de Vermillion. La densidad de población era de 9,44 hab./km². De los 879 habitantes, el municipio de Vermillion estaba compuesto por el 98,75 % blancos, el 0,46 % eran afroamericanos, el 0,11 % eran asiáticos y el 0,68 % eran de una mezcla de razas. Del total de la población el 1,02 % eran hispanos o latinos de cualquier raza.